# Кір'ят-Моцкін
Кір'ят-Моцкін (івр. קִרְיַת מוֹצְקִין) — місто в Ізраїлі, одне з передмість Хайфи. Засноване в 1934 році в долині Звулун на північ від Хайфи вихідцями з Польщі. У 1976 році отримав статус міста.
Площа - близько 3778 дунамів (377,8 га), населення - 38 915 жителів (станом на грудень 2012 року).
Названий на честь Лейби Моцкіна, одного із засновників Всесвітнього конгресу сіоністів.
У місті 8 початкових шкіл, 2 середні школи, технологічна гімназія.

## Населення
За даними Центрального статистичного бюро Ізраїлю, населення на 2016 рік становить 40 160 осіб.